# Philippe Behaghel de Bueren
Pour les articles homonymes, voir de Bueren.
Philippe Behaghel de Bueren, né à Gand le 15 mai 1906 et mort à Forte dei Marmi le 17 août 1986, est un homme politique belge.

## Fonctions et mandats
- Membre de la Chambre des représentants de Belgique : 1936-1939

## Sources
- Paul VAN MOLLE, Het Belgisch parlement, 1894-1972, Antwerpen, 1972.

- Ressource relative à plusieurs domaines :   - ODIS